# Five Points (condado de Fresno)
Five Points es un área no incorporada ubicada en el condado de Fresno en el estado estadounidense de California.

## Geografía
Five Points se encuentra ubicada en las coordenadas 36°25′46″N 120°6′11″O / 36.42944, -120.10306.